# 感謝

十字架の前に掲げられた「ありがとう」のフランス語 "merci"が書かれたアメリカ合衆国の国旗。ノルマンディー米軍英霊墓地にて

感謝（かんしゃ、英:Gratitude,thankfulness, gratefulness）とは、優しさ、贈り物、手助け、好意、その他の厚情を受けた人物がそれらを施してくれた贈り主に向けて示す、ありがたいという気持ちやその感情を表すポジティブな反応のこと。
感謝の経験は歴史的に幾つかの宗教世界の焦点となっている。それはまた古代、中世、近代の哲学者にとって興味深い題材であり、現代哲学者も関心を寄せ続けている。
心理学における感謝の体系的研究は1998年にマーティン・セリグマンが「ポジティブ心理学」という新しい心理学の一分野を紹介したことから始まった。心理学における感謝の研究では、感謝という感情の短期的な経験（状態的感謝）、感謝を感じる頻度の個人差（特性的感謝）、これら2つの側面の関係性、さらには感謝の治療的効果などが理解されている。

## 恩義との比較
感謝は「恩義（義理を含んだ恩返しの気持ち）」とは異なるものである。どちらの感情も施しを受けた後に生じるものだが、恩義は、援助の対価として何らかの返済義務があると認識したときに生じる。これらの感情は様々な行動につながる。恩義を抱くことは、援助を受けた人が援助者を避けるような動機になりうるが、その点、感謝の気持ちは、援助者を探して関係を改善しようとするなどの動機となることがある。

## 行動の動機として
感謝はまた、恩人への将来的な向社会的行動を強化する役目を果たす場合がある。例えば、電話を使って感謝を伝えられた宝石店の顧客はその後の購入が70%増加し、対照的に電話を使って販売営業をかけられた顧客は購入30%増のみに留まり、全く電話連絡されなかった顧客は増加を示さなかったことが実験で判明している。別の研究では、ウェイターがお勘定書に「ありがとう(Thank you)」と書いた時にレストランの常連客が高額チップを渡す結果となった。

## 宗教的アプローチ
スピリチュアリティと感謝との関係は、近年人気のある研究題材となっている。これら2つの特性は断じて相互依存しないが、スピリチュアリティは人間の感謝能力を高めることができると複数の研究が示しており、従って定期的に宗教儀式（勤行や礼拝など）に参加したり宗教活動に従事する人は人生のあらゆる場面で感謝する気持ちをより大きく抱いている可能性が高い。
感謝は、キリスト教、仏教、イスラム教、ユダヤ教、バハイ教、ヒンズー教の伝統おいて尊ばれる人間の性向と見なされている。神に対する感謝の崇拝はこうした宗教に共通のテーマであるため、感謝という概念は宗教的な書物、教義、伝統に浸透している。この理由から、宗教が信徒の勧誘および維持を目指すうえで最もありふれた感情の1つが感謝であり、感謝は普遍的な宗教的心情だと見なされている。

### ユダヤ教での概念
ユダヤ教において、感謝とは礼拝の本質部分であり礼拝者のあらゆる生活側面の一部である。ヘブライ人の世界観によると、万物は神から生じており、このため感謝はユダヤ教信者にとって非常に重要である。ヘブライ語聖書は感謝という観念で満ち溢れている。詩篇に含まれる二つの例に「わが神、主よ、わたしはとこしえにあなたに感謝します」 「わたしは心をつくして主に感謝します」（詩篇30:12、詩篇9:1）がある。ユダヤ教の祈祷は多くの場合シェマア(Shema)で始まる感謝を組み込んでおり、そこでは祈祷者が感謝の念から「あなたは心をつくし、精神をつくし、力をつくして、あなたの神、主を愛さなければならない」（申命記 6：5）と述べている。毎日3回の祈祷において重要な祝福の1つ「アミダ(Amidah,立祷)」では「我々ははあなたに感謝します」が唱えられる。これはまた、アミダ反復中に指導者と一緒に会衆によって唱えられる唯一の祝福でもある。結末の祈祷アレヌ(Alenu)は、ユダヤ人の特別な宿命を神に感謝することで感謝を述べる。これらの祈祷に加えて、敬虔な祈祷者たちはベラコト(berachot) と呼ばれる100以上の祝福を一日ずっと唱えている。ユダヤ教では、人間の優しく善良なる行為に対する感謝もまた重視されている。

### キリスト教での概念

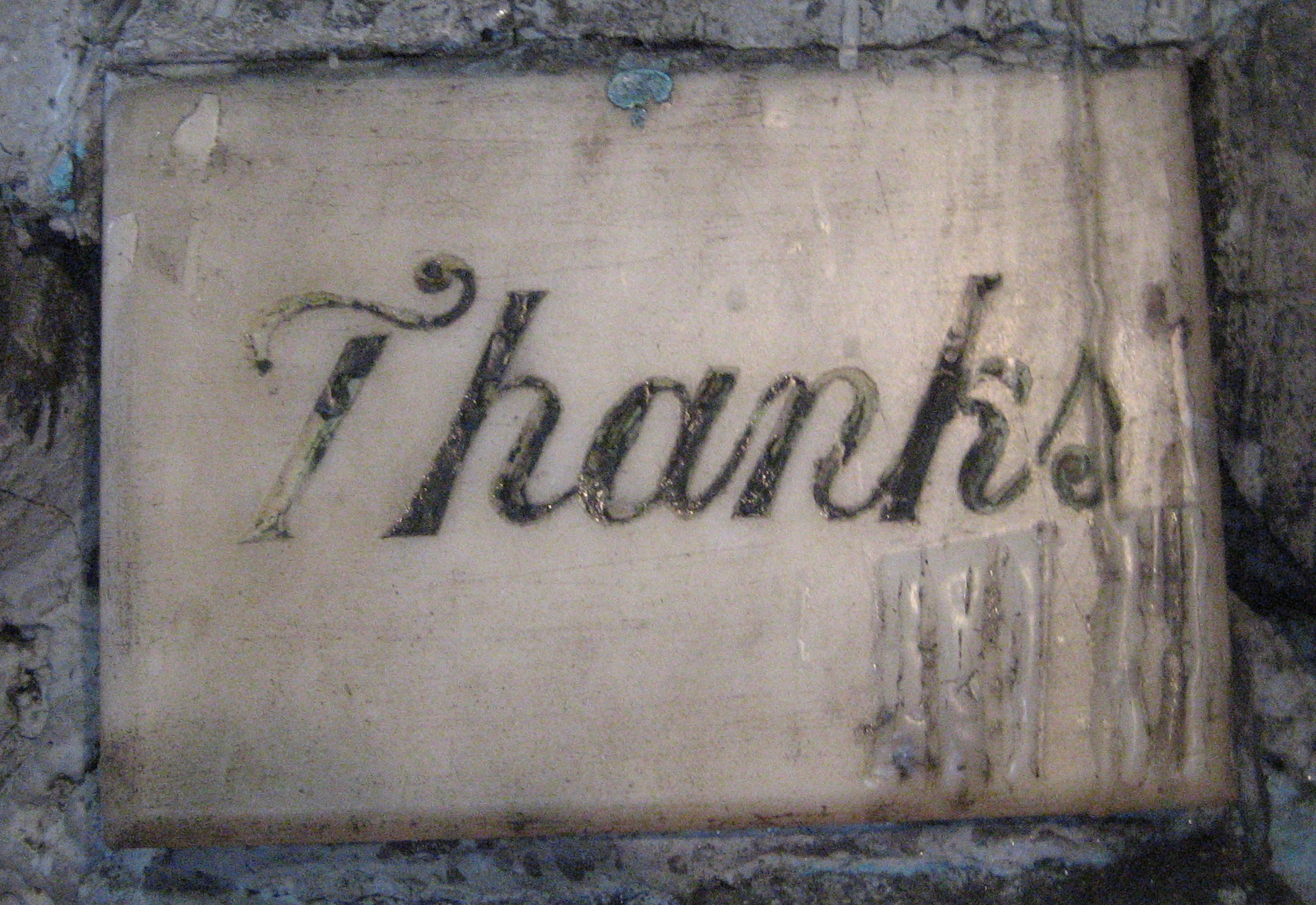
ニューオーリンズ、グアダルーペの聖母教会の洞窟にある感謝のメッセージは、願い事や奇跡が訪れた人達によって追加されたもの。

感謝はキリスト教徒の全生涯を形成 していくと言われている。マルティン・ルターは感謝を「キリスト教の基本的姿勢」と呼び、現在でも「キリストの説いた福音教義(gospel)の核心」として言及される。キリスト教徒には、自分達の創造主を礼賛して感謝を述べることが強く推奨される。キリスト教の感謝では、神があらゆる善行の無私無欲な贈り主と見なされており、このためキリスト教徒が共通の絆を共有して信徒のあらゆる生活側面を形成できる深い感謝の気持ちがそこにある。キリスト教における感謝とは、そうした理想をめぐる自分の考えや行動を形成するようキリスト教徒を啓発する神の寛大さ(God’s generosity)という認識である。単に感傷的な気持ちというよりも、キリスト教の感謝とは感情・思考のみならず行動・行為を形成する美徳と見なされている。ジョナサン・エドワーズ (神学者)は著書『宗教感情論 (A Treatise Concerning Religious Affections) 』の中で、真の宗教たる形跡には神への感謝およびありがたいという気持ちがあると記している。この解釈から、現代の宗教的スピリチュアリティの評価には神へのありがたいという気持ちや神への感謝に関する評価が含まれている。オールポート(1950)は熟慮された宗教思想は深い感謝の気持ちから生じることを示唆し、エドワーズ(1746/1959)は感謝の「慈愛(affection)」が人生において神の存在を見つける最も的確な方法の1つであると主張した。サミュエルズとレスター(1985)が行った研究では、カトリックの修道女と司祭の小さなサンプルながら、50種の感情のうち神に対して最も多く抱いた感情が愛と感謝であったと述べられている。
正教会、カトリック教会、ルーテル教会、聖公会では、最も重要な儀式が聖餐（エウカリスト）と呼ばれており、この名称は感謝という意味のギリシャ語「エウカリスティア(εὐχαριστία)」に由来している。

### イスラム教での概念
イスラム教の聖典コーラン（クルアーン）には感謝の思想があふれている。イスラム教はその信徒にあらゆる状況で神に感謝して感謝を表現することを奨励している。イスラムの教義は、感謝する人は将来もっと報われるという思想を強調したものである。「楽園に招かれる最初の人はあらゆる状況で神を礼賛した人である」という伝統的なイスラムの諺もある。コーランでは、感謝する人が神からより多くを授かるともスーラ14にて述べられている。イスラム教信仰の実践の多くも感謝を奨励するものである。日々の祈祷を課している五行 (イスラム教)は、神の善行に感謝することを示す目的で神に一日五回祈ることを信徒に奨励している。ラマダーンの月に行なうサウム（断食）行は、信徒を感謝の状態にするのが目的である。

### 仏教での概念
感謝を表明する「ありがとう」という日本語は、法句経の一節「ひとの生をうくるはかたく、死すべきものの、生命あるもありがたし」という、人として生まれた「有り難さ」と命の尊さを伝える言葉が語源とする説がある。他にも、人間として生まれることの「有り難さ」を釈迦が盲亀浮木（百年に一度海面に浮上する目の見えない亀が、大海を漂う一本の流木に開いた穴に偶然頭を入れるくらい滅多に起こらない事）に例えて弟子に説く話が、涅槃経や譬喩経に見られる
。いずれも、この世に生を受けたこと自体が「有り難い」喜びであり、そのことを感謝しましょうという教えである。このほか「ありがとう」の気持ちを行動で表す実践として、金銭が無くとも実行できる「無財の七施」で周囲に喜びを与えなさいという教えが雑宝蔵経で説かれている。
なお、神への感謝が大きな要素になる西洋宗教に比べ、仏教では感謝の対象として必ずしも神仏だけに重きを置いてはいない。釈迦の言葉に「自分を少しでも助けてくれる人があったら一生その人の恩は忘れないこと、恩を忘れるのは人間らしくない」という説法があり、人生において仲間や周囲の人達に対して感謝の心を抱くことの重要性が説かれている。

## 個人差
感謝についての近年の心理学調査研究の多くは、感謝における個人差の性質や多少なりとも感謝する人の結末に焦点を当てたものとなっている。感謝の個人差を測るために3つのスケール（指標尺度）が開発されており、それぞれが多少異なる概念を評価している。GQ6は人々が感謝を感じる頻度および激しさの個人差を測定する。感謝スケール(Appreciation Scale)は感謝に関して、人々、獲得、現在の瞬間、儀式、畏敬の念、社会的比較、実存的懸念、感謝を表す行動、という異なる8つの側面を測定する。GRATは、他人への感謝、一般的な世界への感謝、あなたが持っていないものに対する妬みの欠如を評価するスケールである。近年の研究では、これらスケールのそれぞれが実際にはどれも人生にアプローチする同じ手段の測定であることが示されており、これは感謝の個人差にはこれら要素の全てが含まれることを示唆している。

## 実証的結果

### 幸福との関連
21世紀初頭の大掛かりな調査では、より感謝する人ほど高レベルの主観的幸福感 (Subjective well-being) を抱くことが示唆されている。感謝を表す人のほうがより幸せで、落ち込む事やストレスが少なく、自分の生活や社会関係により満足しているのである。特に抑鬱に関しては、感謝がポジティブな経験の記憶と回想力を高めることにより気分の落ち込みを和らげる緩衝材の役割を果たしている。感謝する人はまた自身の環境制御、自己啓発、人生の目的、自己受容、を高いレベルで保っている。感謝する人は人生で経験する困難に対処するより積極的な方法を持っており、他人からの支援を求めたり、経験を糧に再解釈して成長したり、問題にどう対処するかを計画することに多くの時間を費やす傾向が高いとされている。また感謝する人にはネガティブな対処戦略が少なく、問題を避けようとしたり問題があることを否定したり、自分自身を責めたり薬物を使って現実逃避するといった傾向は低い。感謝する人は睡眠も良好で、これは彼らが就寝直前にネガティブ思考ではなくより前向きな思考をするためだと考えられている。数多くの研究が、感謝する人は幸福レベルがより高くストレスや抑鬱のレベルが低いことを示唆している。加えて、人の感謝はパートナーとの関係満足度を維持することもできる。
多くの感情と人格特性は幸福や精神衛生にとって重要であるが、とりわけ感謝が唯一無二なほど重要かもしれないとの証拠がある。第一に、より感謝する人ほど人生の転機にうまく対処していたことが長期にわたる研究で示された。具体的には、転機を前に感謝していた人達ほどその3か月後にストレスや抑鬱が少なく、現状の関係に満足していた。第二に、感謝には幸福と唯一無二な関係があり、他の人格特性では説明しえない幸福の側面を説明できることを近年の2つの研究が示唆している。どちらの研究でも、ビッグファイブ (心理学)や最も一般的に研究される30種の人格特性よりも感謝の心が幸福を説明できうることが示された。
感謝は身体的健康をも増進させることが示されている。例えば、ある研究では、1か月以上にわたってティーンエイジャーが他の人に感謝の手紙を書いた場合、彼らはより健康的な食材を食べる傾向が強まった。ほぼ間違いなく、人々は感謝を感じると、相手の施しに報いようとする義務を感じる。そのため、自分の健康を気ままに損ねてしまう（つまり他人が自分に投じてくれた施しを無下にするような行動）よりも、健康的な生活を送らなければ駄目だという気持ちに駆られていく可能性があるという。あるいは、感謝にはポジティブな感情を引き出す傾向があり、これらポジティブな感情には将来の好ましい可能性へと注意を向けさせる傾向がある。すると各個人は、健康的な食事など、こうした未来に役立つ行動に従事する傾向が強くなるという。

### 利他主義との関係
感謝はまた、人の利他的傾向をより高めることが示されている。2010年のデステーノとバートレットによる研究では感謝が経済的な寛大さと結びついていることが分かった。この研究では経済的ゲームを使って、感謝の増大が金銭的供与の増加に直接介在していることが示された。これらの結果から、同研究では感謝する人達が公共利益のために個人の利益を投げ出してくれる可能性が高いことが示された。2002年のマッカロウらによる研究では、短期や中期間であれば個人的に有益な見知らぬ人とでも社会的相互関係の構築に向けた感謝、共感、寛大さ、手助けする好意と同類の相関関係が見られた。

### 心理的介入
感謝が人々の幸福の強い決定因子になっていると思われることから、感謝を増大させる心理的介入 (Psychological intervention) が幾つか開発された。例えばワトキンスらは、自分が感謝している存命人物について考える、感謝している人について書く、感謝している人に届ける手紙を書くなど、様々な感謝の行動を参加者に試した。対照条件の参加者は人生の余暇を説明するよう求められた。感謝の行動に携わった参加者では、その行動直後にポジティブな感情の経験が増加することが示された。この効果は感謝している人について考えるよう依頼された参加者で最も強くなった。当初より感謝する性格だった参加者ではこれらの感謝行動から最も大きな効能が示された。
感謝に関する2005年の研究では、参加者達が自身の生活の質全般を改善することを意図した6つの治療的介入条件の1つに無作為に割り振られた。これらの条件から、最大の短期的効果は参加者が人生において誰かに感謝の手紙を書いて届ける「感謝の訪問」から生じたことが分かった。この条件では幸福スコアが10%上昇して抑鬱スコアが大幅に低下し、その結果が最大で訪問後1か月まで継続した。6条件のうち最も長く継続する効果は、参加者が毎日感謝している3つの事を書き留めるよう求められた「感謝日記 (Gratitude journal) 」を書く行為に関連していた。これら参加者の幸福スコアもまた増加し、実験後も定期的に調査されるたびに増加し続けた。実際のところ、最大の効能は通常で治療開始後6か月辺りで見られた。この行為は非常に成功したため、参加者には日記をあと1週間だけ継続するように求められたが、多くの参加者は研究終了後もその日記をつけ続けていた。同様の結果はエモンズらによる2003年の研究等でも見られた。
2013年よりカリフォルニア大学バークレー校の研究機関 (Greater Good Science Center) は、感謝についての科学および実践を増進させる可能性の最も高い論文レベルの研究事業に賞を与えている。

## 総括
キケロによれば「感謝とは最高の美徳のみならず、他あらゆるものの親である」という。特定個人だけでなく関与した全員について感謝と幸福感増加との間に相関関係が見られることが、複数の研究で示されている。ポジティブ心理学の活動はこれら研究を活用しており、全体的な幸福感を高める取り組みにおいて、感謝を高める行動をその活動に盛り込んでいく取り組みを始めている。かつて感謝は心理学から見向きもされなかったが、近年では感謝およびそのポジティブな効果の研究に多大な進歩が見られる。